# Halecium pyriforme
Halecium pyriforme is een hydroïdpoliep uit de familie Haleciidae. De poliep komt uit het geslacht Halecium. Halecium pyriforme werd in 1995 voor het eerst wetenschappelijk beschreven door Hirohito. 